# Alaeddine Abbes
Alaeddine Abbes, né le 6 février 1990 à Mahdia, est un footballeur tunisien. Il évolue au poste de milieu offensif.

## Biographie
Il est formé à l'Étoile sportive du Sahel, où il passe par toutes les catégories de jeunes.
En 2007, il participe à la coupe d'Afrique des nations des moins de 17 ans au Togo, puis à la coupe du monde des moins de 17 ans organisée en Corée du Sud. Lors de ce mondial, il joue un match contre le Tadjikistan.

## Clubs
- avant janvier 2014 : Étoile sportive du Sahel (Tunisie)
  - janvier-juin 2012 : Espérance sportive de Zarzis (Tunisie, prêt)
  - août 2012-juin 2013 : Olympique de Béja (Tunisie, prêt)
- janvier 2014-mars 2016 : Avenir sportif de La Marsa (Tunisie)
- mars-septembre 2016 : Stade tunisien (Tunisie)
- septembre 2016-janvier 2017 : Olympique de Béja (Tunisie)
- janvier 2017-janvier 2018 : Jeunesse sportive kairouanaise (Tunisie)
- janvier-août 2018 : Espérance sportive de Zarzis (Tunisie)
- août 2018-janvier 2019 : Étoile sportive de Métlaoui (Tunisie)